# سلانک
سلانک (انگلیسی: Selank) یک داروی نوتروپیک و مبتنی بر پپتید ضد اضطراب است که توسط موسسه ژنتیک مولکولی آکادمی علوم روسیه ساخته شده است. سلانک یک هپتاپپتید با توالی Thr-Lys-Pro-Arg-Pro-Gly-Pro (TKPRPGP) است. این یک آنالوگ مصنوعی از توفتسین انسانی است.